# Bascom
Bascom – środowisko programistyczne przeznaczone do programowania mikrokontrolerów z serii 8051 i Atmel AVR w języku programowania o tej samej nazwie. 
Producent używany język programowania nazywa BASCOM, jest on oparty na składni języka Basic, ma jednak wiele różnic z językiem Basic. Podstawową różnicą jest to, iż w Bascomie deklaracje zmiennych są obowiązkowe (w Basicu tylko tablice ponad 10 elementów). Poza tym podstawowym
interfejsem wejścia/wyjścia są porty procesora, a klasyczne Basicowe komendy INPUT i PRINT służą do komunikacji zarówno za pomocą interfejsu RS-232, a także są używane w DOS-ie.

## Do zalet Bascoma należy
- prostota składni i dostępu do pamięci EEPROM,
- dołączone funkcje dają łatwy dostęp do często używanego sprzętu:
  - wyświetlacz LCD (znakowy/graficzny)
  - wyświetlacze 7-segmentowe
  - klawiatura matrycowa do 4x4
  - klawiatura/mysz poprzez złącze PS/2
  - zegar RTC
  - przetworniki A/C
  - komparator analogowy
  - magistrala I²C
  - magistrala 1-Wire
- łatwe włączanie fragmentów kodu w asemblerze,
- prosta struktura, umożliwia natychmiastowe rozpoczęcie programowania przez początkujących,
- prosta obsługa nośników pamięci, zarówno HDD jak i kart pamięci (MMC, SD, MS...) za pomocą avr-dos,
- dołączony symulator zawierający także emulacje LCD, klawiatury 4x4, UART, przetworników A/C i wszystkich portów I/O.

## Do wad należy
- brak możliwości budowania wyrażeń zawierających więcej niż jedno działanie,
- nietypowa organizacja stosu, dane zapisywane są na 3 stosy; systemowy, parametrów procedur, arytmetyczny,
- niezgodność z przyjętymi normami w innych językach programowania działania na zmiennych o różnym typie.

## Literatura
- Marcin Wiązania: Programowanie mikrokontrolerów AVR w języku BASCOM. Warszawa: Wydawnictwo BTC, 2004. ISBN 978-83-9210-732-3. Brak numerów stron w książce
- Piotr Górecki: Mikrokontrolery dla początkujących. Warszawa: Wydawnictwo BTC, 2006.